# Campo de Pantufo
Campo de Pantufo – stadion piłkarski w mieście Pantufo na Wyspach Świętego Tomasza i Książęcej. Swoje mecze rozgrywają na nim drużyny piłkarskie FC Aliança Nacional i UDESCAI. Stadion może pomieścić 1 000 osób.